# Structure du gouvernement du Canada
La liste suivante présente les ministères, les agences et les sociétés d’États du gouvernement du Canada.

## Couronne
- Gouverneur général du Canada
  - Bureau du secrétaire du gouverneur général

## Parlement
- Parlement du Canada
  - Commissariat aux conflits d'intérêts et à l'éthique
  - Élections Canada

## Ministères et agences
- Premier ministre du Canada
- Bureau du Conseil privé
  - Secrétariat des affaires intergouvernementales
  - Commissariat aux langues officielles
  - Greffier du Conseil privé
  - Réforme démocratique
  - Secrétariat des conférences intergouvernementales canadiennes
- Affaires autochtones et du Nord Canada
  - Commission canadienne des affaires polaires
  - Commission de vérité et de réconciliation relative aux pensionnats indiens
  - Entreprise autochtone Canada
  - Greffe du Tribunal des revendications particulières du Canada
  - Pétrole et gaz des Indiens du Canada
- Affaires mondiales Canada
  - Centre de recherches pour le développement international
  - Corporation commerciale canadienne
  - Exportation et développement Canada
  - Service des délégués commerciaux du Canada
- Agence du revenu du Canada
  - Bureau de l'ombudsman des contribuables
- Agriculture et Agroalimentaire Canada
  - Agence canadienne du pari mutuel
  - Commission canadienne des grains
  - Commission canadienne du lait
  - Commission de révision agricole du Canada
  - Conseil des produits agricoles du Canada
  - Financement agricole Canada
- Anciens Combattants Canada
  - Ombudsman des vétérans
  - Tribunal des anciens combattants (révision et appel) Canada
- Bureau de la sécurité des transports du Canada
- Immigration, Réfugiés et Citoyenneté Canada
  - Commission de l'immigration et du statut de réfugié du Canada
  - Passeport Canada
- Comité de surveillance des activités de renseignement de sécurité
- Conseil du Trésor
  - Commissariat à l'intégrité du secteur public du Canada
  - Commissariat au lobbying du Canada
  - École de la fonction publique du Canada
  - Investissement des régimes de pensions du secteur public
- Ministère de la Défense nationale
  - Agence de logement des Forces canadiennes
  - Armée canadienne
  - Aviation royale canadienne
  - Bureau du commissaire du Centre de la sécurité des télécommunications
  - Centre de la sécurité des télécommunications Canada
  - Collège militaire royal du Canada
  - Comité externe d'examen des griefs militaires
  - Commission d'examen des plaintes concernant la police militaire du Canada
  - Marine royale canadienne
  - Ombudsman de la Défense nationale et des Forces canadiennes
  - Organisations de cadets du Canada
  - Recherche et développement pour la défense Canada
  - Secrétariat national recherche et sauvetage
- Emploi et Développement social Canada
  - Aînés
  - Centre canadien d'hygiène et de sécurité au travail
  - Commission de l'assurance-emploi du Canada
  - Conseil canadien des relations industrielles
  - Conseil national des aînés
  - Programme du travail
  - Service Canada
  - Tribunal de la sécurité sociale du Canada
  - Tribunal de santé et sécurité au travail Canada
- Environnement et Changement climatique Canada
  - Agence canadienne d'évaluation environnementale
  - Agence de l'eau du Canada
  - Centre canadien des eaux intérieures
  - Parcs Canada
  - Révision de la protection de l'environnement Canada
- Ministère des Finances
  - Agence de la consommation en matière financière du Canada
  - Banque du Canada
  - Bureau du surintendant des institutions financières Canada
  - Bureau du vérificateur général du Canada
  - Centre d'analyse des opérations et déclarations financières du Canada
  - Corporation de développement des investissements du Canada
  - Monnaie royale canadienne
  - Office d'investissement du régime de pensions du Canada
  - PPP Canada
  - Société d'assurance-dépôts du Canada
  - Tribunal canadien du commerce extérieur
- Logement, Infrastructures et Collectivités Canada
  - Société canadienne d'hypothèques et de logement
- Innovation, Sciences et Développement économique Canada
  - Agence canadienne de développement économique du Nord
  - Agence fédérale de développement économique pour le Sud de l'Ontario
  - Agence de promotion économique du Canada atlantique
  - Agence spatiale canadienne
  - Banque de développement du Canada
  - Bureau de la concurrence Canada
  - Bureau du surintendant des faillites Canada
  - Centre de recherches sur les communications Canada
  - Chaire de recherche du Canada
  - Commission canadienne du tourisme
  - Commission du droit d'auteur Canada
  - Conseil canadien des normes
  - Conseil de recherches en sciences humaines du Canada
  - Conseil des recherches en sciences et en génie Canada
  - Conseil national de recherches Canada
  - Développement économique Canada pour les régions du Québec
  - Diversification de l'économie de l'Ouest Canada
  - Initiative fédérale de développement économique pour le Nord de l'Ontario
  - Investir au Canada
  - Mesures Canada
  - Musée de la Banque du Canada
  - Office de la propriété intellectuelle du Canada
  - Office des technologies industrielles
  - Statistique Canada
  - Tribunal de la concurrence
- Ministère de la Justice
  - Bureau de l'ombudsman fédéral des victimes d'actes criminels
  - Commissariat à la magistrature fédérale Canada
  - Commissariat à la protection de la vie privée au Canada
  - Commissariat à l'information au Canada
  - Commission canadienne des droits de la personne
  - Conseil canadien de la magistrature
  - Cour canadienne de l'impôt
  - Cour d'appel fédérale
  - Cour fédérale
  - Cour suprême du Canada
  - Service administratif des tribunaux judiciaires
  - Service canadien d'appui aux tribunaux administratifs
  - Service des poursuites pénales du Canada
  - Tribunal des droits de la personne du Canada
- Leader du gouvernement à la Chambre des communes
- Patrimoine canadien
  - Bibliothèque et Archives Canada
  - CBC/Radio-Canada
  - Centre national des Arts
  - Commission canadienne d'examen des exportations de biens culturels
  - Commission de la capitale nationale
  - Commission des champs de bataille nationaux
  - Commission des lieux et monuments historiques du Canada
  - Condition féminine Canada
  - Conseil de la radiodiffusion et des télécommunications canadiennes
  - Conseil des arts du Canada
  - Fondation canadienne des relations raciales
  - Institut canadien de conservation
  - Musée canadien de la guerre
  - Musée canadien de la nature
  - Musée canadien de la photographie contemporaine
  - Musée canadien de l'histoire
  - Musée canadien de l'immigration du Quai 21
  - Musée canadien pour les droits de la personne
  - Musée de l'agriculture et de l'alimentation du Canada
  - Musée de l'aviation et de l'espace du Canada
  - Musée des beaux-arts du Canada
  - Musée virtuel du Canada
  - Musée des sciences et de la technologie du Canada
  - Office national du film
  - Réseau canadien d'information sur le patrimoine
  - Secrétaire canadien de la reine
  - Société des musées de sciences et technologies du Canada
  - Sport Canada
  - Téléfilm Canada
  - Tribunal de la protection des fonctionnaires divulgateurs Canada
- Pêches et Océans Canada
  - Garde côtière canadienne
  - Office de commercialisation du poisson d'eau douce
- Ressources naturelles Canada
  - Administration du pipe-line du Nord
  - Commission canadienne de sûreté nucléaire
  - Commission de toponymie du Canada
  - Énergie atomique du Canada limitée
  - Géomatique Canada
  - Office national de l'énergie
- Santé Canada
  - Agence canadienne d'inspection des aliments
  - Agence de la santé publique du Canada
  - Conseil d'examen du prix des médicaments brevetés Canada
  - Instituts de recherche en santé du Canada
- Sécurité publique Canada
  - Agence des services frontaliers du Canada
  - Centre des armes à feu Canada
  - Collège canadien de police
  - Comité externe d'examen de la Gendarmerie royale du Canada
  - Commission des libérations conditionnelles du Canada
  - Commission des plaintes du public contre la GRC
  - CORCAN
  - Enquêteur correctionnel Canada
  - Gendarmerie royale du Canada
  - Service canadien du renseignement de sécurité
  - Service correctionnel Canada
- Transports Canada
  - Administration canadienne de la sûreté du transport aérien
  - Administration de pilotage de l'Atlantique Canada
  - Administration de pilotage des Grands Lacs Canada
  - Administration de pilotage des Laurentides Canada
  - Administration de pilotage du Pacifique Canada
  - Caisse d'indemnisation des dommages dus à la pollution par les hydrocarbures causée par les navires
  - Marine Atlantique
  - Office des transports du Canada
  - Pont Blue Water Canada
  - Ponts Jacques-Cartier et Champlain Inc.
  - Ridley Terminals Inc.
  - Société des ponts fédéraux
  - Tribunal d'appel des transports du Canada
  - Via Rail Canada Inc.
- Services publics et Approvisionnement Canada
  - Bureau de la traduction
  - Bureau de l'ombudsman de l'approvisionnement
  - Commission de la fonction publique du Canada
  - Commission des relations de travail et de l'emploi dans la fonction publique
  - Construction de Défense Canada
  - Gazette du Canada
  - Office des normes générales du Canada
  - Postes Canada
  - Receveur général du Canada
  - Services partagés Canada
  - Société immobilière du Canada Limitée
  - Tribunal de la protection des fonctionnaires divulgateurs Canada